# Palatul Băncii Marmorosch Blank
Palatul Băncii Marmorosch Blank este o clădire din București, sector 3. Construcția sa a avut loc între anii 1915 și 1923, după planurile arhitectului Petre Antonescu. Edificiul este construit într-o tendință neoromânească formată din mai multe stiluri: bizantine, gotice, moldovenești. În interior, palatul a fost decorat în stilul neoromânesc de către Cecilia Cuțescu-Storck.
În 1937, imobilul a fost achiziționat de către Banca Marmorosch Blank de la Societatea de Construcții și Lucrări Publice , o companie privată de dezvoltare imobilară privată de interes public .
La momentul lichidării finale a Băncii Marmorosch, imobilul a revenit creditorului principal, statul român. În perioada socialistă, imobilul a fost folosit de Banca Națională, apoi de Oficiul Economic Central Carpați, filială a Secției Economice a Partidului Comunist Român .
După 1989, imobilul trece în proprietatea RAPPS. Clădirea nu a făcut niciodată obiectul unor cereri de retrocedare, întrucât trecerea sa în proprietatea statului nu a fost parte din procesul de naționalizare din 1948 și a reprezentat doar compensație pentru datoriile pe care Banca Marmorosch le avea la statul român încă de la criza din 1931 . În anul 1993, după un proiect al arhitectului Tiberiu Boitan, clădirea a fost extinsă spre centrul vechi. 
În 2004, imobilul este vândut Băncii Române de Dezvoltare Société Générale, care își stabilește sediul central aici. În 2007, imobilul este vândut unui concern de dezvoltatori imobiliari locali și offshore, constituiți în SC Doamnei Imobiliare SRL .
Ulterior, au loc o serie de litigii cu BNR, fondate pe faptul că trecerea cladirii la RAPPS nu a fost stipulată prin decizie publicată în Monitorul Oficial, însă clădirea rămâne a proprietarilor. O dată cu stingerea acestora, clădirea a fost cumpărată în 2018 de grupul hotelier de lux Apex Alliance din Lituania .